# John McHardy Sinclair
John McHardy Sinclair (14 giugno 1933 – 13 marzo 2007) è stato un linguista e lessicografo britannico.
È stato professore di inglese presso l'Università di Birmingham dal 1965 al 2000. È considerato un pioniere nel campo della linguistica dei corpora, dell'analisi del discorso, della lessicografia e dell'insegnamento delle lingue. 

## Biografia
Era fratello della lessicografa B. T. S. Atkins. Nel 1965 si trasferì con la moglie Myfanwy Sinclair e i loro tre figli dalla Scozia a Birmingham. Qui, all'Università di Birmingham, iniziò a lavorare come presidente della fondazione Modern English Language. Sinclair apparteneva alla primissima generazione di studiosi della Linguistica dei corpora e fu il fondatore del progetto COBUILD. Lo scopo di questo progetto era quello di stilare elenchi lessicali cosiddetti corpus-driven (ovvero guidati dai corpora), pensati per persone apprendenti la lingua inglese come L2. Divenne anche consigliere capo del dizionario nato dal progetto COBUILD, ovvero il Collins Cobuild English Language Dictionary, pubblicato per la prima volta nel 1987 da Collins.
Sinclair divenne noto per le sue idee innovative e anticonvenzionali che hanno fortemente contribuito a far avanzare il campo della linguistica dei corpora, ai suoi tempi ancora molto acerbo.
Dopo il pensionamento anticipato dal suo incarico di professore di lingua inglese moderna a Birmingham, Sinclair e la sua seconda moglie Elena Tognini-Bonelli fondarono il Tuscan Word Centre, un'associazione organizzazione non a scopo di lucro volta a promuovere lo studio scientifico della lingua. L'associazione ha sede a Certosa di Pontignano (provincia di Siena) e offre corsi specifici sulla linguistica dei corpora.

## Opere principali
- Towards the Analysis of Discourse, 1975.
- Corpus, Concordance, Collocation, Oxford University Press, 1991.
- Reading Concordances, 2003.
- Trust the Text, 2004.
- Linear Unit Grammar, 2006.